# Alexandre Cammas
Alexandre Cammas, né le 25 juin 1971 à Paris, est un journaliste, auteur, critique gastronomique et entrepreneur français. Il est le créateur du guide Fooding.

## Biographie

### Jeunesse et études
Alexandre Cammas est né à Paris le 25 juin 1971. Après son bac, ce fils et petit-fils de cafetiers aveyronnais poursuit ses études à l'école hôtelière de Strasbourg. 

### Carrière

#### Journaliste et auteur
De retour à Paris en 1995, il commence une carrière de journaliste et critique gastronomique dans de nombreux guides (Gault et Millau, Guide du routard) et titres de presse (Libération, Vogue Homme, Max, Nova…). En 1998 il publie Recettes parisiennes, préfacé par Alain Rey et présenté par Le Parisien comme « le premier livre sur les recettes gastronomiques de la capitale ». C'est grâce à sa chronique gastronomique hebdomadaire « Repaire » dans Libération (1997-1998)[source insuffisante] qu'il est remarqué par Jean-François Bizot, fondateur et propriétaire de Nova Press. 
Auteur de Nuits blanches à Paris, il s'interroge dans Nova Magazine sur l'avenir de la nuit parisienne (« Et si l’avenir de la nuit, c'était le jour ? ») et théorise le « dayclubbing », concept repris par les sociologues Michel Pinçon et Monique Pinçon-Charlot dans leur ouvrage Paris mosaïque. 
Présenté comme « traqueur de tendances » par Arnaud Malherbe dans L’Express, il est qualifié par Kriss, dans Portraits sensibles, de « journaliste branché qui nous dit où ça se passe et même où ça va se passer ». Remarqué par Renaud Le Van Kim sur iTélé, il intègre la première équipe du Grand Journal en 2004. Malgré une brève collaboration, Michel Denisot le présente comme « co-fondateur du Grand Journal, il était là au tout début ». 
En 2019, Alexandre Cammas signe avec Marine Bidaud et Charles Gillibert un projet de série pour Canal +.
En 2022, il signe avec Lamia Ziadé un livre jeunesse : Le Doudou fondant.

#### Créateur du Fooding
En 1999, Alexandre Cammas publie un article dans Nova Magazine, où il écrit pour la première fois le mot « fooding »,, néologisme formé à partir des mots anglais food (nourriture) et feeling (ressenti, sentiment). 
En 2000, après avoir déposé la marque Fooding à l’INPI, Alexandre Cammas publie le premier des quatre guides Fooding hors-série de Nova Magazine (2001, 2002, 2003, 2004) sous la direction de Jean-François Bizot. 
La même année, avec le critique gastronomique Emmanuel Rubin, l'animatrice Julie Andrieu et l’éditeur Jean-Christophe Napias, il « bricole une « semaine du Fooding » », en programmant exposition, performances culinaires, débats et remise de prix. 
En 2001 il crée la société MMM ! et ouvre en 2002 le Bureau du Fooding avec Julia Sammut. La même année, interviewé par François-Régis Gaudry, il lui propose de se lancer dans la critique gastronomique en devenant contributeur du guide Fooding. En 2003 il remarque Kéda Black à l’occasion d'un concours et Danièle Gerkens, alors assistante d’Alain Passard et les invite à collaborer au guide. En 2004, il accueille Marine Bidaud en tant que stagiaire et lui propose six mois après de devenir associée. La même année il crée l’expression « cave à manger » pour les besoins du livre Fooding, le dico, co-signé avec Emmanuel Rubin,. D’autres expressions et mots-valise inventés suivront, comme « cuisine faubourgeoise » ou « bistrattoria ».
Après deux éditions du guide Fooding en supplément de Libération (2005, 2006), et deux éditions en hors-séries du Nouvel Obs (2007, 2008) sous la direction de Louis Dreyfus, Alexandre Cammas décide de publier de manière autonome le guide Fooding dès 2009. 
Après un premier événement Fooding à New-York au MoMa P.S.1 en 2009 (le Fooding d’Amour), le journaliste américain Adam Gopnik compare dans The New Yorker le Fooding à la Nouvelle Vague et Alexandre Cammas à André Bazin. 
En 2010, Alexandre Cammas est le directeur de la publication du guide Fooding, décliné en version papier, web (depuis 2006) et application mobile, devenue gratuite en 2017. 
Organisateur de nombreux événements éditorialisés (Violences en cuisine, La Revanche des Faubourgs, Plat de Résistance, Le Clan des Madones…), Alexandre Cammas déclare en 2015 dans Télérama : « Les grands journaux ont tardé à le comprendre mais l'événementiel est un média au même titre que le web et le print ». 
En 2017, Alexandre Cammas apparaît sous les traits de Stéphane Combas dans le roman La Louve de Paul-Henry Bizon. 
La même année, le groupe Michelin Experience entre au capital du Fooding. Alexandre Cammas ainsi que son associée historique Marine Bidaud conservent la majorité des parts et la direction de la société MMM.
En 2020, trois ans après le début de leur collaboration, Michelin acquiert le Fooding à 100 %. Cette acquisition est la finalisation d’un accord établi en 2017, après la prise de participation de 40 % par Michelin dans le capital et prévoyant à terme, un achat à 100 %. Le 19 novembre, dans l'édito du guide Fooding 2021, Alexandre Cammas annonce son départ pour avril 2021. Frédéric Radigué lui succède à la présidence de MMM.
À la direction du Fooding pendant vingt ans, Alexandre Cammas est présenté par le magazine Elle comme « une référence internationale en matière de créativité associée à l'univers bien souvent compassé de la gastronomie et plus généralement des arts de la table ».

#### Prises de position dans les médias
Journaliste et critique décrit comme le « Danton du mouvement Fooding », un « observateur des mœurs culinaires » « iconoclaste » aux « idées révolutionnaires, ulcéré par la hiérarchie, le décorum, les fausses valeurs de la tradition », Alexandre Cammas prend régulièrement position sur l’actualité gastronomique et culturelle.
Le 18 février 2002, dans Libération, Alexandre Cammas et les journalistes gastronomiques Guillaume Crouzet et Emmanuel Rubin signent une tribune « Du ronron dans les macarons ». Ils y déplorent « l’immobilisme du Bibendum ».
Le 1er avril 2008, après que le président Nicolas Sarkozy a déclaré que la France avait « la meilleure gastronomie du monde », Alexandre Cammas publie une tribune dans Libération, titrée « La culture à sa juste saveur », dans laquelle il critique les fondements d’une telle assertion : « En cuisine, le meilleur n'existe pas. Il n'y a que des préférences ».
Le 22 septembre 2008, à l’occasion de la sortie du film de Christophe Honoré La Belle Personne, Alexandre Cammas signe une tribune, « La Blanche Personne », dans Libération, où il reproche au réalisateur que, dans son nouveau film, « tout le monde [soit] blanc. […] « blanchement » beau. » Avant de conclure : « Mais le pire, dans tout ça, c'est que […] la prochaine édition des Césars sera désespérément blanche. Et pourtant, toute l'Académie aura voté Obama ».
Le 8 mars 2010, dans Le Monde, Alexandre Cammas signe une tribune « Le Salon de l'agriculture n'a plus la frite », dans laquelle il critique le format actuel du Salon qui « fait endosser au monde agricole un total look plouc absolument désespérant. […] Abandonne les petits agriculteurs à la merci de ceux que « la vie moins chère » enrichit. » Selon Alexandre Cammas, le Salon de l'agriculture doit faire sa révolution et tirer parti de « cette nouvelle conscience du bon, affûtée par des questions aussi actuelles et universelles que le bio, le développement durable, l'empreinte carbone, la qualité de vie, la santé, le goût, la saisonnalité, les énergies, le tourisme vert, la préservation des espèces et des races » et « mettre en scène toutes ces tendances […] dans un foirail des temps modernes. Au Champ-de-Mars ? Pourquoi pas, le concours général y avait bien eu lieu en 1923 et 1924… ».
Le 5 mars 2012, il signe une tribune dans Le Monde, « Le guide Michelin doit se libérer de l'influence des grands chefs », dans laquelle on apprend que, à la suite des critiques de plusieurs grands chefs, dont Alain Ducasse et Joël Robuchon, le guide Michelin ne cesse d'ajourner le lancement de son nouveau site, qui prévoit d’inclure des avis d'internautes sur les adresses du guide.  « La connivence est poussée trop loin et menace l'honneur du métier », écrit Alexandre Cammas. Quelques heures après la publication de cette tribune, Michelin lance finalement son site internet.
Le 30 avril 2014, dans une tribune au Huffington Post intitulée « French food bashing : on n'avale pas ! », Alexandre Cammas répond au journaliste gastronomique américain Michael Steinberger, auteur d'une tribune très critique sur les chefs français et la cuisine française : « Oserais-tu prétendre, toi l'Américain, qu'en 2014, la race d'une cuisine est définie par le passeport du chef qui la fait ? […] Car qu'est-ce que la cuisine française au XXIe siècle sinon une cuisine « made in France ? » ».
Le 25 avril 2018, dans l'émission Le Nouveau Rendez-Vous, sur France Inter, consacrée à la cuisine française et enregistrée en présence de François-Régis Gaudry, auteur de On va déguster la France, Cammas déclare : « Personne n’est capable de définir la cuisine française. En fait ça n’existe plus ; ça a existé, c’était un élément du soft power français qui a été créé pour faire de la propagande française. […] La cuisine folklorique française, c’est une cuisine qui est en train de disparaître. » Mais il précise : « Il y a un truc qui est hyper important et qui est ultra-vivant en France […], c’est les produits, c’est le terroir, c’est les régions ! »
Le 1er octobre 2020, après le suicide du chef star du guide Fooding, Taku Sekine, accusé de viol et d'agression sexuelle par Atabula.

## Publications
- 1998 : Recettes parisiennes, Paris, éd. Subervie.
- 2004 : avec Emmanuel Rubin, Fooding, le dico, Paris, éd. Albin Michel.
- 2005 : Nuits blanches à Paris, Paris, éd. Parigramme.
- 2022 : avec Lamia Ziadé, Le Doudou fondant, Robert Laffont.